# Curt von Gottberg
Curt Gustav Friedrich Walther von Gottberg (Preußisch Wilten, 11 februari 1896 - Lutzhöft, 31 mei 1945) van maart 1943 tot juli 1944 verenigde hij de hoogste civiele en militaire macht in Wit-Rusland in personele unie. Tijdens de ineenstorting van de Legergroep Midden (Heeresgruppe Mitte) werd hij begin juli 1944 bevorderd tot Höherer SS- und Polizeiführer (HSSPF) voor Centraal-Rusland en Wit-Rusland.
Gottberg gaf persoonlijk de bevelen tot het plegen van vele oorlogsmisdaden en voerde het commando over de eenheden die wreedheden begingen tegen de burgerbevolking in de bezette gebieden. Na het einde van de oorlog werd hij gearresteerd en pleegde zelfmoord terwijl hij in de gevangenis zat.

## Leven
Op 11 februari 1896 werd Curt von Gottberg geboren. Hij stamt van een oud Achter-Pommerens geslacht, Gottberg. Hij was de zoon van landeigenaar en Rittmeister d.R. Walter von Gottberg (7 januari 1870 - 1945) en zijn eerste vrouw de generaalsdochter Agnes (geboortenaam Freiin von der Goltz) (16 augustus 1869 - 25 mei 1923). Von Gottberg had twee zusters. Tijdens zijn schoolgang ging von Gottberg naar de Wilhelmsgymnasium in Koningsbergen en behaalde zijn Abitur.

### Eerste Wereldoorlog
Op 2 augustus 1914 meldde hij zich als Kriegsfreiwilliger (oorlogsvrijwilliger) in het Pruisische leger. Von Gottberg werd geplaatst in het Kürassier-Regiment „Graf Wrangel“ (Ostpreußisches) Nr. 3 een cavalerie verkenningseenheid. Hij nam tot november 1918 aan gevechtsacties deel. Tijdens gevechten raakte von Gottberg zwaargewond en werd als gevolg hiervan oorlogsinvalide verklaard. Als Oberleutnant (eerste luitenant) werd hij in april 1920 opgenomen in de Reichswehr.

### Interbellum
Na de Eerste Wereldoorlog sloot von Gottberg zich met andere gedemobiliseerde Reichswehrofficieren aan bij de Marine-Brigade Ehrhardt en namen deel aan de Bierkellerputsch. Hij volgde een opleiding in de landbouw en verbleef voor zijn studie in Zweden en Italië. In 1924 keerde hij terug naar Oost-Pruisen en voltooide zijn opleiding in landbouw. Hij was tot eind jaren twintig als zelfstandig ondernemer in Koningsbergen werkzaam. 
Op 15 november 1931 trad von Gottberg toe tot de Sturmabteilung (SA) en het jaar later tot de NSDAP. Een paar maanden later verliet von Gottberg de SA en ging in dienst van de Schutzstaffel (SS). En werd als SS-Anwärter (kandidaat lid SS) ingeschaald en geplaatst in de 1.Sturm/I.Sturmbann/18.SS-Standarte. 
Na de overname van de macht van Adolf Hitler op 30 januari 1933, werd von Gottberg nog meerdere malen bevorderd in de SS-hiërarchie. Einde 1933 werd hij lid van de SS-Totenkopfverbände in het Württembergse Ellwangen. De opbouw van een militaire macht als basis voor de toekomstige Waffen-SS was voor de SS-leiding aanleiding om te vertrouwen op militair personeel dat tijdens de Eerste Wereldoorlog was opgeleid.
In 1936 werd von Gottberg benoemd tot commandant van de 49. SS-Standarte gestationeerd in Goslar. Hij volgde Erich Cassel op. Tijdens een auto-ongeval tussen Braunschweig en Goslar raakte Gottberg zwaargewond. Hij moest een amputatie van het linkeronderbeen ondergaan. De Reichsführer-SS legde von Gottberg als gevolg van het auto-ongeval een alcoholverbod van drie jaar op. De kosten voor de medische nazorg en revalidatie, en voor de vernielde auto werden gedekt. Himmler zorge ervoor dat von Gottberg benoemd werd tot hoofd van het Amt IX: Siedlungsamt (afdeling kolonisatie) in het SS-Rasse und Siedlungshauptamt (RuSHA). Hij was echter niet in staat deze taak op zich te nemen, aangezien zijn bestuurlijke ervaring beperkt was tot de landbouw. In 1939 werd hij opgevolgd door de SS-Gruppenführer Wilhelm von Holzschuher. 
Op 1 juli 1937 werd von Gottberg benoemd tot chef van het SS-Bodenamtes (vrije vertaling: SS-Bodemambt) bij de Reichsprotektor in het Protectoraat Bohemen en Moravië met zijn kantoor in Praag. Von Gottbergs financiële wanbeheer in deze functies (dubieuze transacties, "donaties", leningen aan particulieren, gebrek aan toezicht op ondergeschikten, verliezen die in 1 miljoen Reichsmark liep) leidde tot een schandaal binnen de SS-leiding. In november 1939 eiste zijn meerdere in het RuSHA, Günther Pancke, von Gottbergs ontslag en dreigde hem zelfs met deportatie naar een concentratiekamp. Van juni 1939 tot november 1939 was von Gottberg staatsminister voor bosbouw in het Protectoraat Bohemen en Moravië.

### Tweede Wereldoorlog
Von Gottberg werd geschorst en kreeg huisarrest wat na tussenkomst van anderen namens hem tot 1 november 1940 duurde. Het lang vertraagde proces van het Grossen Schiedhofes beim Reichsführer-SS (vrije vertaling: het Grote Arbitragehof van de Reichsführer-SS) werd in april 1942 gestart. Er werd besloten dat hij “feitelijke fouten” had gemaakt en “ongepaste handelingen” had verricht, werd hij geprezen om zijn optreden met “opmerkelijk enthousiasme”, “bereidheid om verantwoordelijkheid te nemen” en “persoonlijke toewijding”.
Op 1 december 1940 trad hij in dienst van de Waffen-SS als reserve-officier. En werd geplaatst in Amt B I Ergänzungssamt der Waffen-SS (versterkingen Waffen-SS) in het SS-Hauptamt. Von Gottberg was ere-lid in het Volksgerichtshof voor de duur van de oorlog.
Van juni 1942 als leider van de SS- en Politieleider (SSPF) voor het Generalbezirk Weißruthenien en protégé van Himmler kon von Gottberg zijn “SS-leiderschapskwaliteiten” tussen oktober 1942 en juni 1944 als expert in “anti-partizanenacties” bewijzen. Hele gebieden werden tot ‘bendegebied’ (Bandengebiet) verklaard, de bewoners werden ontvoerd of vermoord en hun huizen werden verwoest. Von Gottberg ontwikkelde nieuwe strategieën om partizanen op het grondgebied van de Sovjet-Unie te bestrijden.
Een bevel van von Gottberg van 7 december 1942 luidde: "Elke bandiet, Jood, zigeuner moet als vijand worden beschouwd." Na zijn eerste (Operatie Neurenberg) rapporteerde Gottberg op 5 december 1942: "Vijandelijke gedood: 799 opstandelingen, waarvan meer dan 300 vermoedelijke partizanen en meer dan 1800 Joden [...] Onze verliezen: 2 doden en 10 gewonden. Je moet geluk hebben."
Hierdoor waren Kampfgruppe von Gottberg, samen met de Dirlewanger- en Kaminski-brigades, onder coördinatie van von Bach-Zelewski, verantwoordelijk voor de georganiseerde massamoord op talloze burgers in Wit-Rusland. Bij “Operatie Oogstfeest I” (Unternehmen Erntefest I) van 18 tot 26 januari 1943 was het resultaat: 805 vijandelijke partizanen gedood, 1165 “Sonderbehandelte” (geëxecuteerd) slachtoffers, met eigen verliezen van 6 doden en 17 gewonden, en “Operatie Oogstfeest II” (Unternehmen Erntefest II) van 28 januari tot 9 februari 1943, met 2325 vijandelijke doden en eigen verliezen van 5 doden en 38 gewonden. In november 1943 voerde de Kampfgruppe samen met de Kampfgruppe “Jeckeln” “Operatie Heinrich” uit, die vanwege een Sovjetoffensief moest worden afgebroken.
In tegenstelling tot zijn voorganger Wilhelm Kube was von Gottberg een fel tegenstander van meer autonomie voor Wit-Rusland. Toch zag hij zich genoodzaakt om met de plaatselijke autoriteiten samen te werken. Op 21 december 1943 werd op instigatie van von Gottberg de Wit-Russische Centrale Raad opgericht, die functioneerde als een marionettenstaat van de bezetters. In februari 1944 werd ook de Wit-Russische Vaderlandse Verdediging opgericht, een eenheid van Wit-Russische soldaten die tegen partizanen vocht.
Op 21 juni 1944 werd von Gottberg benoemd tot HSSPF Centraal-Rusland en Wit-Rusland, een dag voor het begin van Operatie Bagration, die leidde tot de ineenstorting van de Legergroep Midden (Heeresgruppe Mitte). Een paar dagen later volgende zijn bevordering tot SS-Obergruppenführer (luitenant-generaal) en generaal in de Waffen-SS en de politie. 
Tijdens de overhaaste terugtocht uit Wit-Rusland werden de SS-politie-eenheden onder het bevel van von Gottbergs ingezet tegen het Rode Leger. Zijn troepen kregen de opdracht om Minsk en later Lida te verdedigen. In beide gevallen trokken ze zich echter terug (tegen het bevel van de Wehrmacht in) toen ze met een Sovjetaanval werden geconfronteerd.
Van augustus tot oktober 1944 was von Gottberg commandant van het XII SS Korps, vanwege ziekte moest hij zijn commando afgeven. Hij werd opgenomen in het ziekenhuis vanwege trombose. Na zijn herstel werd von Gottberg benoemd tot hoofd van de partizanenbestrijding in Frankrijk, omdat de geallieerde een snelle opmars hadden werd deze functie nooit operationeel.
Van december 1944 tot het einde van de oorlog was von Gottberg plaatsvervangend bevelhebber van het Reserveleger onder Heinrich Himmler. In maart 1945 gaf Himmler von Gottberg de opdracht om de spoorwegen te controleren op deserterende soldaten die van de frontlinies wegreisden.
In het voorjaar van 1945 gaf Joseph Goebbels von Gottberg de opdracht in een wanhopige pogingen om mannen die uit de Wehrmacht waren ontslagen terug naar de strijd te sturen.
Aan het einde van de oorlog volgde hij de zogenaamde Rattenlinie Nord naar Flensburg. In mei 1945 werd hij gearresteerd en geïnterneerd.

## Na de oorlog
Op 31 mei 1945 pleegde von Gottberg in Brits krijgsgevangenschap zelfmoord.

## Karakter
Volgens de Duitse historicus Peter Longerich is von Gottberg "een ideaal voorbeeld van een SS-leider die zich in bijna volledige, existentiële afhankelijkheid van Himmler bevond". Hij was 'lichamelijk kapot' en alcoholist. Volgens Longerich ontwikkelde von Gottberg "een ongelooflijk sterke behoefte aan bevestiging en spirituele 'verlichting', die alleen Himmler kon bevredigen".

## Familie
In februari 1919 trouwde von Gottberg met Leonie von Gottberg-Gr. Klitten. Het echtpaar kreeg drie dochters: eerste dochter (geboren 18 juli 1920 - 1971), tweede dochter (geboren 4 december 1921) en de derde dochter (geboren 4 maart 1923 - 1942). voordat ze op 20 april 1928 weer scheidde. Von Gottberg hertrouwde met Charlotte Kniep (geboren 1 augustus 1903 te Budszuhnen, Kreis Pillkallen, Oost-Pruisen). Het echtpaar kreeg vier zonen: Lorenz-Peter von Gottberg (3 september 1930 - 8 juli 1941), tweede zoon (geboren 19 juli 1932), derde zoon (geboren 19 juli 1932) en een vierde zoon (geboren 31 mei 1938)

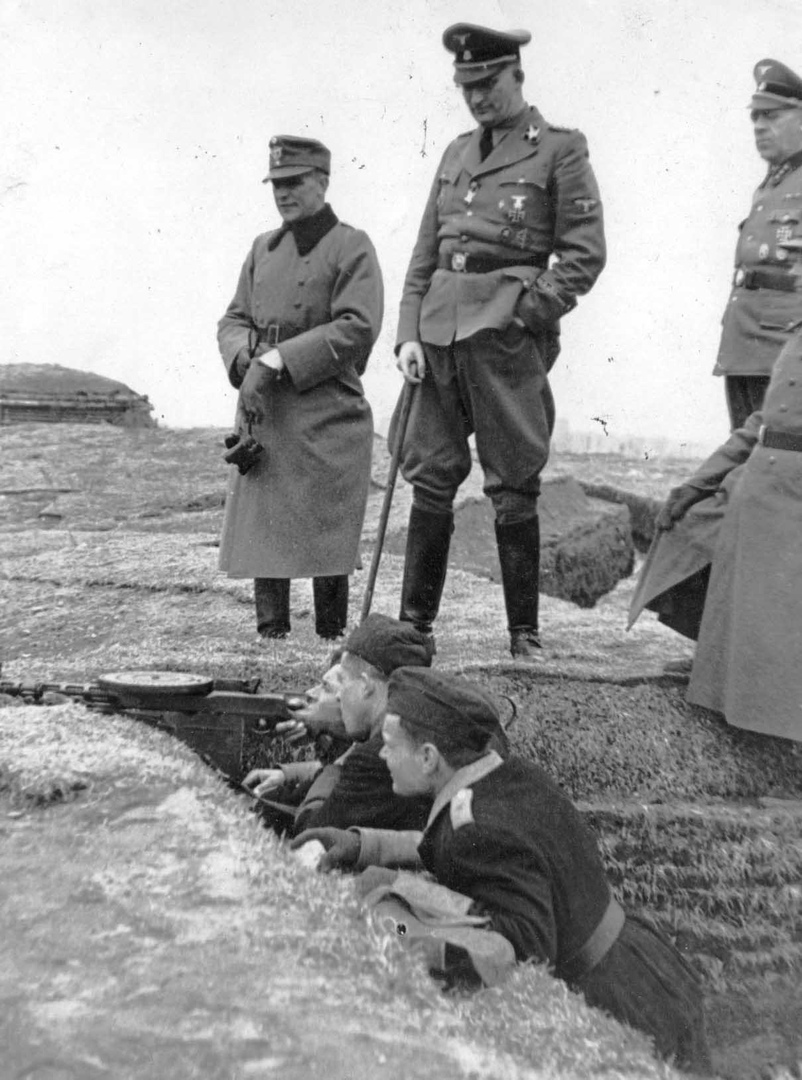
Curt von Gottberg (met wandelstok) met collaborateurs van de Wit-Russische Vaderlandse Verdediging, 1944.

## Carrière
Von Gottberg bekleedde verschillende rangen in zowel de Allgemeine-SS als Waffen-SS. De volgende tabel laat zien dat de bevorderingen niet synchroon liepen.
| Datums                                              | Pruisische leger   | Sturmabteilung | Allgemeine-SS          | Waffen-SS                                 | Politie                     | Staatsdienst   |
| --------------------------------------------------- | ------------------ | -------------- | ---------------------- | ----------------------------------------- | --------------------------- | -------------- |
| 2 augustus 1914                                     | Kriegsfreiwilliger | —              | —                      | —                                         | —                           |                |
| 20 september 1914 (met Patent van 18 februari 1914) | Leutnant           | —              | —                      | —                                         | —                           |                |
| 20 april 1919                                       | Oberleutnant       | —              | —                      | —                                         | —                           |                |
| 15 november 1931                                    | —                  | SA-Mann        | —                      | —                                         | —                           |                |
| 20 juli 1932                                        | —                  | —              | SS-Anwärter            | —                                         | —                           |                |
| 12 januari 1933                                     | —                  | —              | SS-Mann                | —                                         | —                           |                |
| 1 april 1933                                        | —                  | —              | SS-Scharführer         | —                                         | —                           |                |
| 25 april 1933                                       | —                  | —              | SS-Truppführer         | —                                         | —                           |                |
| 20 oktober 1933                                     | —                  | —              | SS-Obertruppführer     | —                                         | —                           |                |
| 6 november 1933                                     | —                  | —              | SS-Sturmführer         | —                                         | —                           |                |
| 15 december 1933                                    | —                  | —              | SS-Sturmhauptführer    | —                                         | —                           |                |
| 30 januari 1934                                     | —                  | —              | SS-Sturmbannführer     | —                                         | —                           |                |
| 25 maart 1934                                       | —                  | —              | SS-Obersturmbannführer | —                                         | —                           |                |
| 9 november 1937                                     | —                  | —              | SS-Standartenführer    | —                                         | —                           |                |
| 30 januari 1939                                     | —                  | —              | SS-Oberführer          | —                                         | —                           |                |
| 2 juni 1939                                         | —                  | —              | —                      | —                                         | —                           | Staatsminister |
| 1 december 1940 (met RDA van 1 oktober 1934)        | —                  | —              | —                      | SS-Obersturmbannführer d.R. der Waffen-SS | —                           |                |
| 20 april 1942                                       | —                  | —              | SS-Brigadeführer       | —                                         | Generalmajor der Polizei    |                |
| 15 juli 1943                                        | —                  | —              | SS-Gruppenführer       | —                                         | Generalleutnant der Polizei |                |
| 21 juli 1944 (met ingang van 30 juni 1944)          | —                  | —              | SS-Obergruppenführer   | General der Waffen-SS                     | General der Polizei         |                |

## Lidmaatschapsnummers
- NSDAP-nr.: 948 753 (lid geworden 1 februari 1932[21][10][38][21])
- SS-nr.: 45 923 (lid geworden 10 juli 1932[21][9][10][38])

## Onderscheidingen
Selectie:
- Ridderkruis van het IJzeren Kruis op 30 juni 1944 als SS-Gruppenführer en Generalleutnant der Polizei en Leider van de Kampfgruppe von Gottberg[10][1][39][13][9]
- Duitse Kruis in goud op 7 augustus 1943 als SS-Brigadeführer en Generalmajor der Polizei, Commandant van de Kampfgruppe en SS- en politieleider "Weißruthenien"[10][1][40][21]
- Hij werd eenmaal genoemd in het Wehrmachtsbericht. Dat gebeurde op:
- 30 juni 1944[41][3][10]